# Joaquín Botta
Joaquín Alberto Botta es un bioquímico y político argentino retirado, vicegobernador de la provincia de Santiago del Estero entre 2003 y 2004.

## Reseña biográfica
Nacido en la ciudad de Termas de Río Hondo y militante del Partido Justicialista, Joaquín Botta fue seguidor del proyecto político del caudillo santiagueño Carlos Juárez. Fue diputado provincial en 1995, siendo reelegido en ese cargo en 1999 y 2002. En noviembre de ese año fue elegido por sus compañeros de banca como presidente provisional de la Cámara de Diputados de Santiago del Estero. Tras la renuncia del vicegobernador Darío Moreno en junio de 2003, Botta fue nominado en una de las dos ternas propuestas para ocupar el cargo. Finalmente, fue elegido por sus pares diputados como vicegobernador, jurando el 10 de junio de 2003.
Tras el encubrimiento político por el doble crimen de La Dársena, Botta se vio envuelto en gestiones para tratar de convencer al Poder Ejecutivo Nacional de que el gobierno provincial no estaba obstaculizando la investigación de dicha causa. Sin embargo, tales esfuerzos no fueron suficientes, ya que el gobierno nacional decretó la intervención federal a los tres poderes de la provincia de Santiago del Estero en abril de 2004, ya que se comprobaron graves violaciones a los derechos humanos y maniobras de espionaje a opositores y a la iglesia por parte del gobierno provincial.
A raíz de esto, en septiembre de 2004, la justicia pidió la captura nacional e internacional de Botta y otros legisladores provinciales en el marco de la causa por coacción agravada y privación ilegítima de la libertad en perjuicio del ex vicegobernador Darío Moreno.
Sin embargo, fue liberado y actualmente ejerce su profesión retirado de la política.